# Quartier Laubadère (Tarbes)
 Laubadère  est un quartier de la ville de Tarbes, dans le département français des Hautes-Pyrénées, situé au nord de la ville.
Une partie de Laubadère est classée quartier prioritaire, avec 2 755 habitants en 2020.

## Géographie
Le quartier est situé au nord de la ville, limitrophe de Bordères-sur-l'Échez, entre les quartiers de Saint-Antoine et de l'Arsenal à l'est, d'Urac-Sendère à l'ouest et de Sainte-Anne au sud.

## Morphologie urbaine
Le secteur comprend une grande majorité de tours et de barres HLM, en majorité construites au milieu des années 1960. Le reste du quartier est essentiellement urbanisé par des pavillons et des maisons traditionnelles.
Le quartier contient les secteurs : Laubadère, La Providence, La Planète, Sain Vincent, Perseigna

## Évolution démographique
| 2012  | 2015  | 2019  |
| ----- | ----- | ----- |
| 4 641 | 4 296 | 4 166 |

### Découpage territorial
Il est composé de trois IRIS : La Planète, Saint-Vincent de Paul et Stade.

## Noms de certaines rues du quartier
- Avenue Antoine de Saint-Exupéry, d'est en ouest.
- Rue du Maquis de Sombrun, du nord au sud.

## Parcs et places
- Parc des Bois Blancs.
- Place de la Providence.

## Enseignement

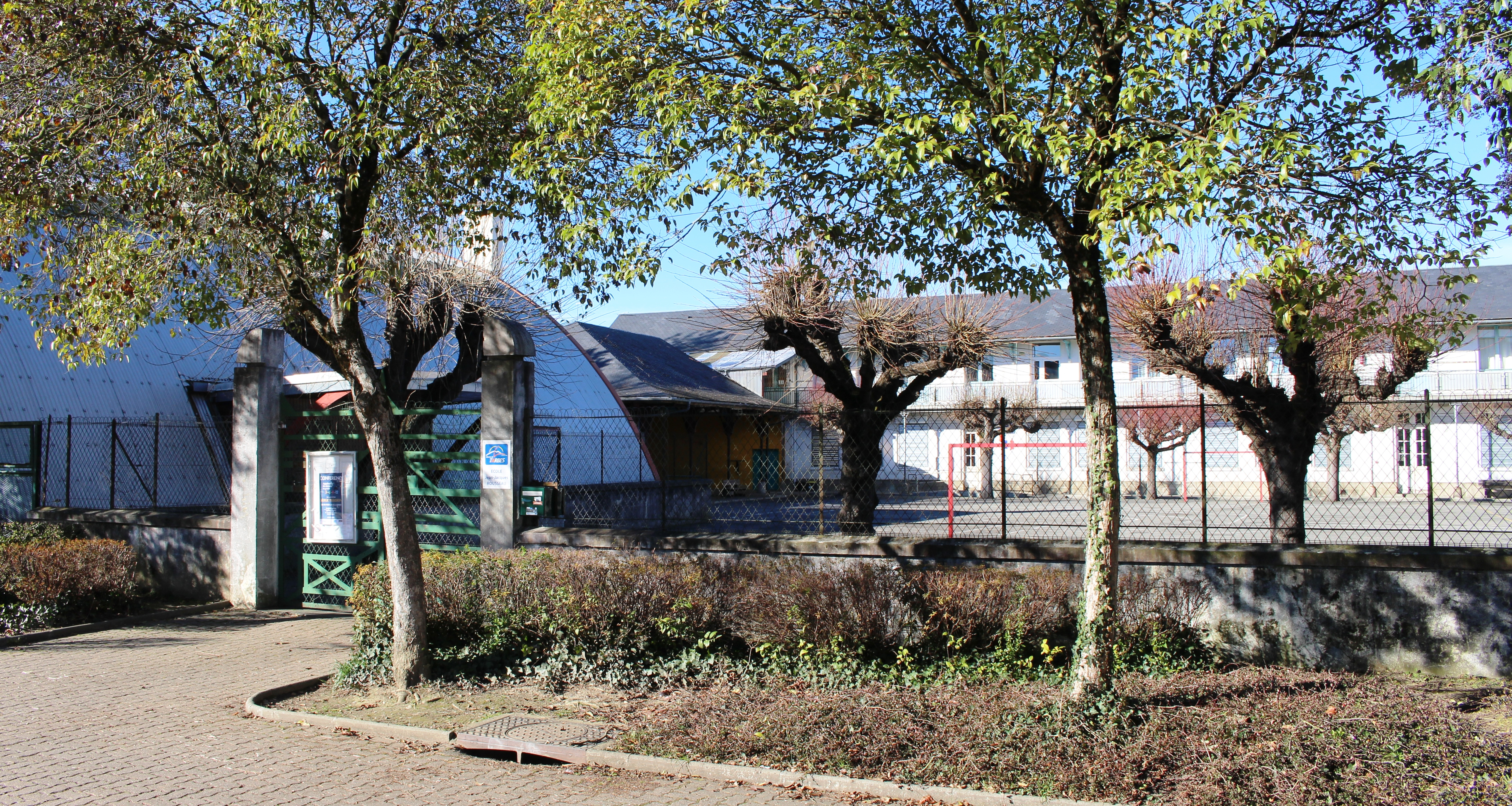
L'École Primaire Jean-Jacques-Rousseau.

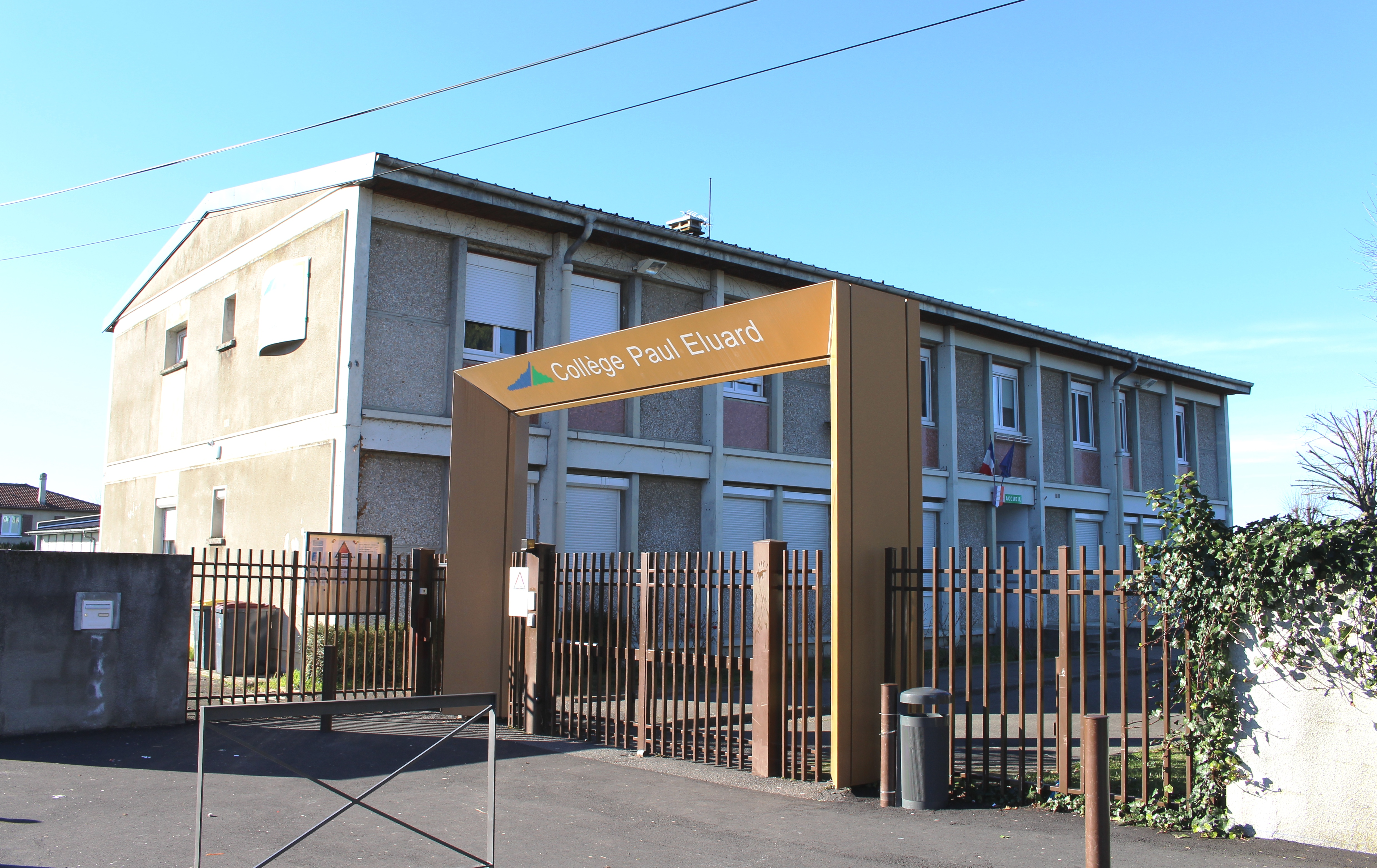
Le Collège Paul-Éluard.

### Écoles primaires
Tarbes dispose de 16 écoles primaires : 12 publiques et 4 privées.
- École publique Jean-Jacques-Rousseau.
- École publique Jules-Verne.

### Collèges
- Collège public Paul-Éluard.

## Lieux de culte
- Église Saint-Vincent-de-Paul de Tarbes, bâtiment moderne par son architecture.
- Mosquée El Hijra.

## Infrastructures

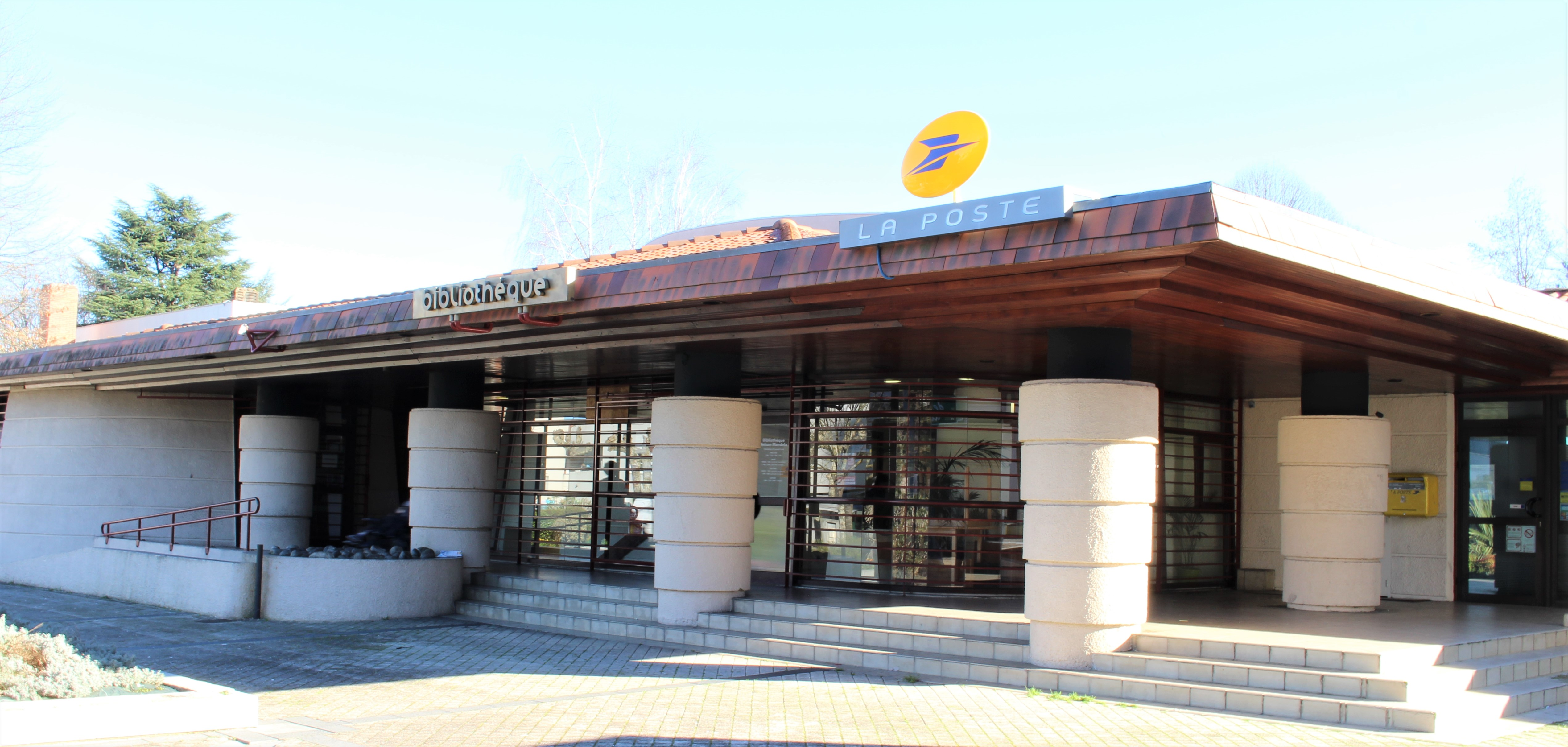
L'Annexe Mairie.

### Édifices publics
- Mairie de quartier de Laubadère avec une agence postale et maison de quartier.
- Siège de l'agglomération Tarbes-Lourdes-Pyrénées.

### Sportives

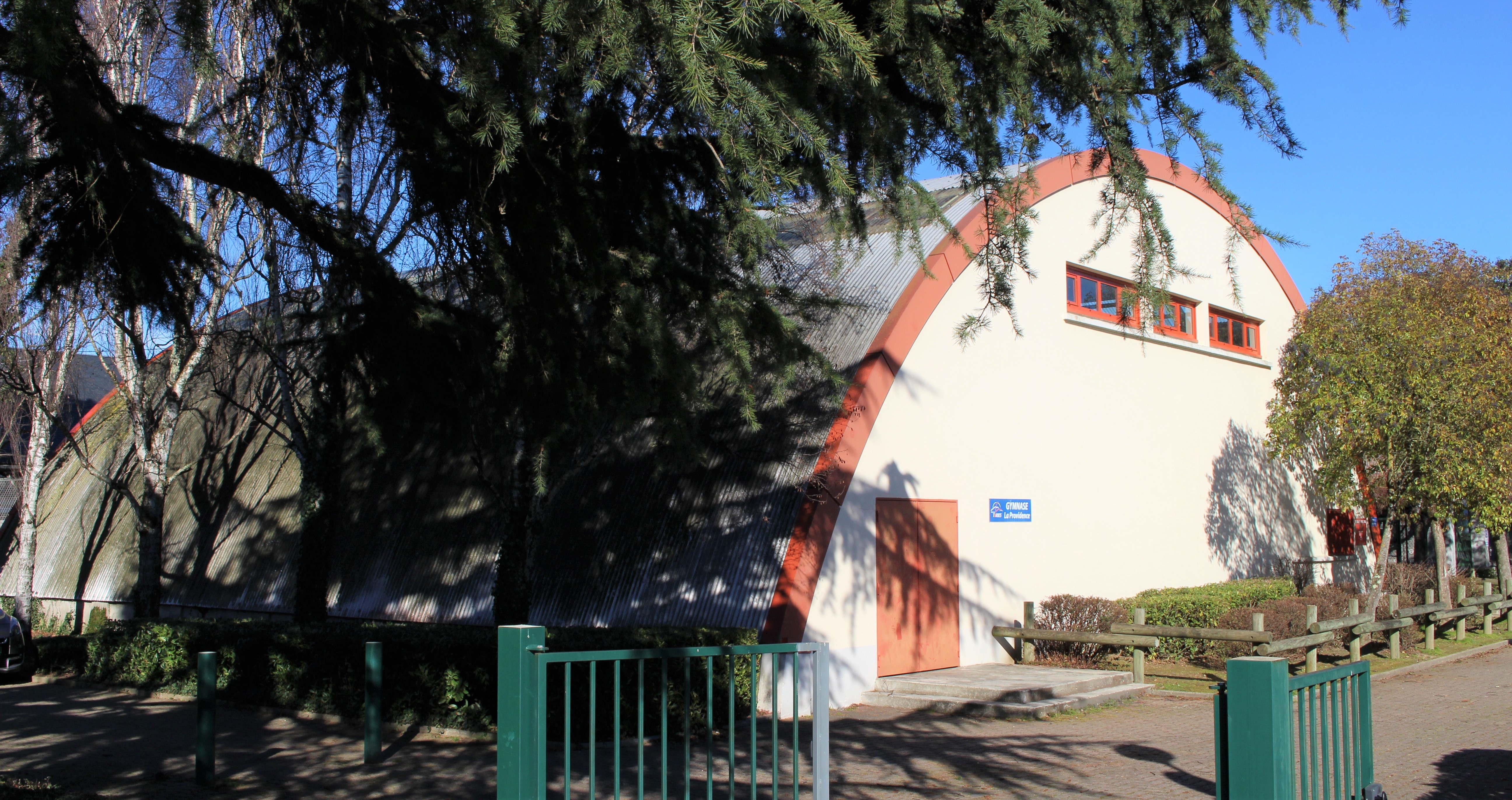
Le Gymnase La Providence.

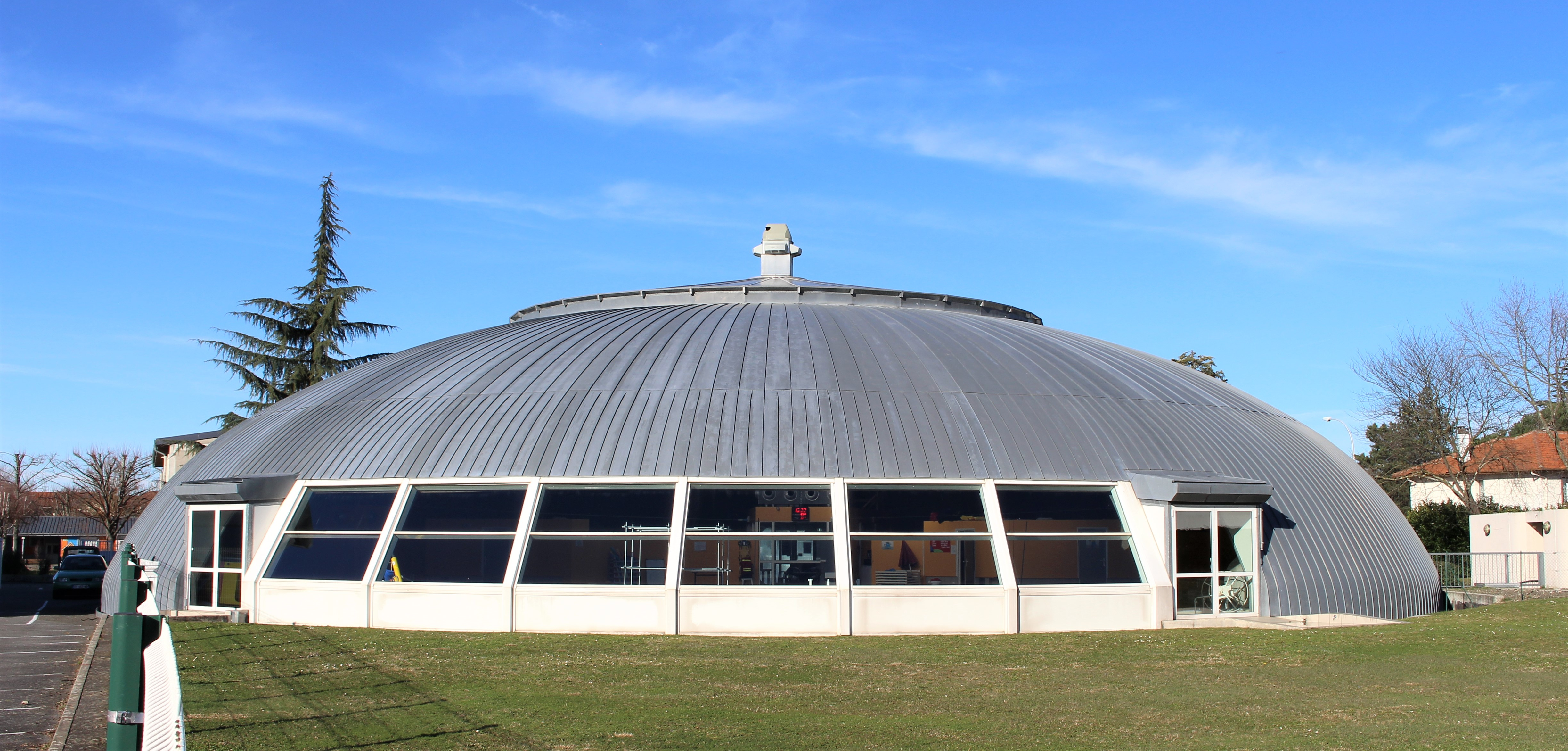
La Piscine Tournesol.

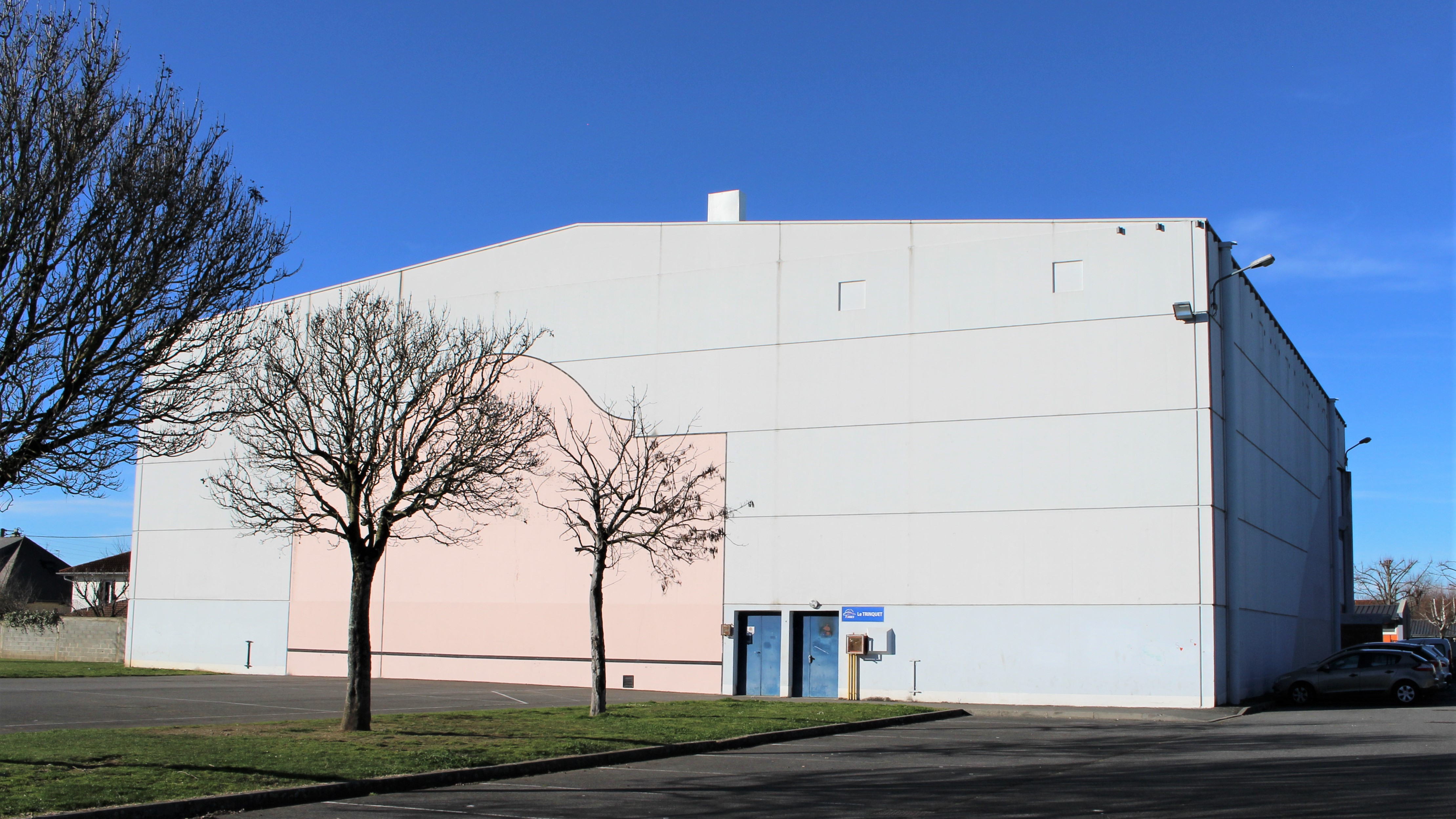
Le Complexe de Pelote Basque.

- Gymnase de Laubadère.
- Gymnase La Providence.
- Piscine Tournesol.
- Complexe de Pelote Basque.
- Stade de Laubadère.
- Stade La Providence.

### Cimetière
- Cimetière nord.

## Transports
C'est l'entreprise Keolis qui exploite les lignes urbaines de bus de Tarbes, depuis le 17 octobre 2020.